# تنظيم الدولة الإسلامية - ولاية اليمن
ولاية عدن أبين أو الدولة الإسلامية ولاية اليمن هو تنظيم متفرع عن تنظيم القاعدة وأنصار الشريعة وقد أعلن الولاء لداعش (تنظيم الدولة الإسلامية)، ويُنَسب له تفجيرات مساجد صنعاء بالإضافة إلى استهداف مسؤولي الحكومة اليمنية في عدن.

## عمليات مسلحة
- تصفية جنود وضباط وطياري القوة الجوية في عدن.
- تفجير 6 مساجد في صنعاء أثناء أداء صلاة الجمعة ومقتل 170 مصلٍّ.[12]
- 6 أكتوبر 2015 تفجير فندق القيصر (مقر الحكومة اليمنية) ومقر قوات التحالف[13]
- 4 ديسمبر 2015، إعدام 25 جنديا حوثيا في عدن حرقًا وإغراقًا وبالقذائف المضادة للدروع.[14]
- 6 ديسمبر 2015، اغتيال محافظ عدن اللواء جعفر محمد سعد.[15]
- 10 يناير 2016، اغتيال العقيد – علي صالح اليافعي.[16]
- 28 يناير 2016، استهداف إنتحاري في سيارة ملغومة لقصر المعاشيق الرئاسي أدي لمقتل 8 أشخاص.[17]
- 30 يناير 2016، تفجير نقطة العقبة بالمعلا وقتل خمسة عشر جندي.[18]
- 17 فبراير 2016، قتل 20 واصابة 60 من قوات التحالف في معسكر رأس عباس في عدن بعملية انتحارية.[19]
- 29 ابريل 2016، اغتيال العقيد مروان عبد العلي قائد إدارة مرور عدن.[20]